# (617) Patrocle
Pour les articles homonymes, voir Patrocle (homonymie).
(617) Patrocle (désignation internationale (617) Patroclus) est un astéroïde troyen de Jupiter. Il a été découvert le 17 octobre 1906 par August Kopff depuis l'Institut de calcul astronomique de Heidelberg.
Son nom fait référence à Patrocle, le héros de la guerre de Troie. Avant d'être ainsi baptisé, sa désignation provisoire était 1906 VY.
Il est accompagné d'un satellite baptisé Ménétios (officiellement (617) Patrocle I Ménétios). Ce système binaire est une des cibles de la mission spatiale Lucy.

## Caractéristiques
Il partage son orbite avec Jupiter autour du Soleil au point de Lagrange L5, c'est-à-dire qu'il est situé à 60° en arrière de Jupiter.
Il mesure 140 km de diamètre.
Sa densité de 0,8 g/cm3, déterminée grâce à l'orbite de son satellite, indique qu'il est composé majoritairement de glace.

## Satellite
Un satellite a été découvert le 22 septembre 2001. Il a été baptisé (617) Patrocle I Ménétios (désignation internationale (617) Patroclus I Menoetius) en référence au père de Patrocle.
Il mesure 113 km de diamètre.
Ils tournent l'un autour de l'autre en 4,28 jours avec un demi-grand axe est de 680 km. Cela fait du système Patrocle/Ménétios un astéroïde binaire.

## Exploration
Il devrait être visité par la sonde Lucy en mars 2033. Les occultations d'une étoile par Patrocle les 24 janvier 2021, 26 mars 2021, 4 juin 2021 et 9 juin 2021 pourront déterminer la taille et la forme de ce corps.